# Szentendre (nádraží)
Nádraží Szentendre je hlavní železniční stanicí pro uvedené maďarské město. Slouží pro potřeby budapešťské příměstské železnice (linka č. 5), umístěno je v jižní části města.
Hlavová železniční stanice byla postavena v roce 1888 jako severní konečná místní železnice. Její součástí bylo i železniční depo, kde probíhala údržba vlaků; to bylo dokončeno roku 1914 a sloužilo až do roku 1980, kdy jej nahradilo moderní zázemí jinde. V roce 1978 stanici doplnil i podchod pro cestující a nedaleko vzniklo také nádraží autobusové. Jednotlivá nástupiště szentenderské stanice byla zastřešena v roce 1992; ve zrekonstruované staré vozovně bylo otevřeno Městské muzeum městské hromadné dopravy.